# Helge
Helge ist ein meist männlicher und seltener auch ein weiblicher Vorname, der auch als Familienname verwendet wird.

## Herkunft und Bedeutung
Der weibliche Name Helge wird über Helga, der männliche Name Helge wird direkt auf den altnordischen Männernamen Helgi zurückgeführt.
Dieser leitet sich vom altnordischen heilagr bzw. protonordischen *hailaga ab. In vorchristlicher Zeit bedeutete die Vokabel „wohlhabend“, „glücklich“. Später verschob sich die Bedeutung zu „heilig“.

## Verbreitung

### Vorname
Obwohl der Name Helge für beide Geschlechter vergeben werden kann, ist er primär als männlicher Vorname in Gebrauch.
Die Ursprünge des Namens reichen bis ins Mittelalter zurück. Nachdem sich die Bedeutung des Namens verschob, gewann der Name an Popularität. Auch das Epos „Helge“ von Adam Oehlenschläger trug zur Beliebtheit des Namens bei.
In Dänemark wird der Name Helge vor allem in den 1910er und 1920er Jahren verbreitet. Heute wird er selten und ausschließlich als männlicher Vorname vergeben. Zwischen 1985 und 2022 wurde nie mehr als neun Kindern pro Jahr dieser Name gegeben. Im Jahr 2023 trugen insgesamt 2814 Männer in Dänemark den Vornamen Helge.
Auch in Norwegen ist der Name nur für Männer in Gebrauch. Als solcher war er vor allem in den 1940er und 1950er Jahren beliebt. Von 1946 bis 1955 zählte er zu den 20 beliebtesten Jungennamen und erreichte im Jahr 1952 mit Rang 13 seine höchste Platzierung in den Vornamenscharts. Im Anschluss sank seine Popularität. Die Letzte Platzierung unter den 100 meistgewählten Jungennamen erreichte der Name im Jahr 1984. Seit den 1990er Jahren wird Helge nur noch sehr selten vergeben. Insgesamt tragen in Norwegen 10.931 Männer Helge als Teil ihres Vornamens. Bei 7464 handelt es sich um den einzigen Vornamen.
Helge ist in Schweden ein geläufiger Name, zählt jedoch nicht zu den beliebtesten Vornamen. Er wird fast ausschließlich von Männern getragen. Insgesamt tragen 9204 Personen in Schweden den Vornamen Helge (Stand Mai 2024).
In Finnland ist Helge überwiegend als männlicher Vorname gebräuchlich. Dort war er vor allem in der ersten Hälfte des 20. Jahrhunderts beliebt. Vor allem in den 1920er Jahren wurde er häufig vergeben. Danach sank seine Popularität bis in die 1990er Jahre hinein. Seit der Jahrtausendwende gewinnt der Name wieder an Beliebtheit, wird jedoch weiterhin nur sehr selten als Vorname gewählt.
Helge wird in Deutschland überwiegend als männlicher Vorname vergeben. Besonders beliebt war er in den 1960er und 1970er Jahren, als er sich unter den 100 meistgewählten Jungennamen fand. Seitdem sank seine Popularität. Heute kommt er nur selten vor. Zwischen 2010 und 2023 wurde er nur etwa 700 Mal als erster Vorname gewählt. Besonders beliebt ist er dabei in Mecklenburg-Vorpommern und Ostfriesland.

### Familienname
In Schweden tragen 379 Personen den Nachnamen Helge (Stand Mai 2024).
In Norwegen tragen 27 Personen Helge als Nachname.

## Varianten

### Männliche Varianten
- Belarusisch: Алег Aleh
- Dänisch: Helle, Helje
  - Altdänisch: Helghi
  - Latinisiert: Helgo, Helko
- Deutsch: Helko
- Färöisch: Helgi
- Finnisch: Helke, Helle
  - Latinisiert: Helgo
- Georgisch: ოლეგ Oleg
- Isländisch: Helgi
- Lettisch: Oļegs
- Norwegisch: Helgie, Helje, Helle, Hylje, Høye, Hølje
- Russisch: Олег Oleg
- Schwedisch: Helje, Helle, Hälge, Hälje
  - Altschwedisch: Hælghe, Hälghe
  - Latinisiert: Helgo, Helko
- Slawisch
  - Mittelalterliches Slawisch: Ольгъ Olĭgŭ
- Ukrainisch: Олег Oleh

### Weibliche Varianten
- Altnordisch: Hælga
- Dänisch: Helga, Laila
  - Altdänisch: Helgha
  - Diminutiv: Hella, Helle
- Deutsch: Helga
  - Diminutiv: Hella
- Estnisch: Aili
  - Diminutiv: Helle
- Finnisch: Aila, Aili, Helga, Helka, Laila
- Isländisch: Helga
- Niederländisch: Helga
- Norwegisch: Helga, Laila, Helg, Helgie
  - Diminutiv: Hege, Helle
- Portugiesisch: Helga
- Samisch: Áile, Láilá, Helgá
- Schwedisch: Helga, Laila
  - Altschwedisch: Hælgha, Hälgha
  - Diminutiv: Helgi
- Tschechisch: Helga
- Ungarisch: Helga

## Namensträger

### Vorname

#### Männliche Namensträger

##### A
- Helge Aafløy (* 1936), norwegischer Musikpädagoge, Organist und Komponist
- Helge Achenbach (* 1952), deutscher Art Consultant
- Helge Adolphsen (* 1940), deutscher lutherischer Theologe
- Helge Antoni (* 1956), schwedischer Pianist
- Helge Auleb (1887–1964), deutscher General

##### B
- Helge Bäckander (1891–1958), schwedischer Turner
- Helge Backlund (1878–1958), schwedischer Geologe
- Helge Bathelt (1948–2023), deutscher Kunsthistoriker
- Helge Bengtsson (1916–2001), schwedischer Fußballspieler
- Achim-Helge von Beust (1917–2007), deutscher Politiker (CDU)
- Helge B. Bode (* 1973), deutscher Chemiker und Biologe
- Helge Bofinger (1940–2018), deutscher Architekt und Hochschullehrer
- Helge Bojsen-Møller (1874–1946), dänischer Architekt
- Helge von Bömches (1933–2014), rumänisch-deutscher Opernsänger in der Stimmlage Bass
- Helge Bormann (* 1967), deutscher Leichtathlet
- Helge Braun (* 1972), deutscher Politiker (CDU), MdB
- Helge Michael Breig (1930–2020), deutscher Maler und Bildhauer
- Helge Brendryen (* 1972), norwegischer Skispringer
- Helge Brilioth (1931–1998), schwedischer Opernsänger (Tenor)
- Helge Christian Bronée (1922–1999), dänischer Fußballspieler
- Helge Bruelheide (* 1962), deutscher Biologe und Hochschullehrer
- Helge Burggrabe (* 1973), deutscher Komponist, Blockflötist, Bühnenbildner und Seminarleiter
- Helge Buttkereit (* 1976), deutscher Journalist und Autor

##### C
- Helge Cramer, deutscher Journalist und Dokumentarfilmer

##### D
- Helge Dahl (1901–1981), dänischer Schauspieler

##### E
- Helge Ekroth (1892–1950), schwedischer Fußballspieler
- Helge W. Endres (* 1940), österreichischer Offizier und Autor

##### F
- Helge Fladby (1894–1971), norwegischer Radrennfahrer
- Helge Freiman (* 1992), schwedischer Handballspieler
- Helge Fröschle (* 1976), deutscher Handballspieler
- Helge Fuhst (* 1984), deutscher Journalist, Fernsehmoderator und Medienmanager

##### G
- Helge Gerndt (* 1939), deutscher Volkskundler
- Helge Gustafsson (1900–1981), schwedischer Turner

##### H
- Helge Haas (* 1961), deutscher Journalist und Fernsehmoderator
- Helge Hagerup (1933–2008), norwegischer Schriftsteller, Dichter und Dramatiker
- Helge Hansen (* 1936), deutscher General
- Helge Hansen (1925–2008), dänischer Radrennfahrer
- Helge Harder (1908–1962), dänischer Bahnradsportler
- Paal-Helge Haugen (* 1945), norwegischer Schriftsteller
- Helge Heidemeyer (* 1963), deutscher Historiker und Leiter der Gedenkstätte Hohenschönhausen
- Helge Hesse (* 1963), deutscher Drehbuchautor, Filmregisseur und Schriftsteller
- Helge Heynold (* 1949), deutscher Schauspieler, Regisseur, Rundfunkautor und Hörspielsprecher
- Karl-Helge Hofstadt (1900–1975), deutscher Schauspieler
- Helge Holden (* 1956), norwegischer Mathematiker
- Karl-Helge Hupka (* 1949), deutscher Jurist und Richter

##### I
- Helge Iberg (* 1954), norwegischer Komponist und Jazzpianist
- Helge Ingstad (1899–2001), norwegischer Archäologe, Schriftsteller und Abenteurer

##### J
- Helge Jacobsen (1915–1974), dänischer Radrennfahrer
- Helge Janßen (* 1939), deutscher Sachbuch- und Romanautor
- Helge Jansson (1904–1989), schwedischer Zehnkämpfer und Hochspringer
- Helge Jörns (* 1941), deutscher Komponist
- Helge Jung (1943–2013), deutscher Musiker und Komponist

##### K
- Helge Karch (* 1953), deutscher Mikrobiologe
- Helge Kautz (* 1967), deutscher Science-Fiction-Autor und Musiker
- Helge Kildal (1932–2011), deutscher Sportsoziologe und Schachfunktionär
- Helge Kjærulff-Schmidt (1906–1982), dänischer Schauspieler
- Helge Klassohn (* 1944), evangelischer Theologe
- Helge Klæstad (1885–1965), norwegischer Jurist, Richter am Internationalen Gerichtshof (1946–1961)
- Helge von Koch (1870–1924), schwedischer Mathematiker
- Helge Kragh (* 1944), dänischer Wissenschaftshistoriker
- Helge Krog (1889–1962), norwegischer Dramatiker, Übersetzer und Literaturkritiker
- Helge Kühnapfel (* 1938), deutscher Metallbildhauer, Gold- und Silberschmied
- Helge Kuprella (* 1970), deutscher Basketballspieler

##### L
- Helge Lang (1952–2015), deutscher Schauspieler
- Helge Larsen (1905–1984), dänischer Archäologe
- Helge Larsen (1915–2000), dänischer Politiker (Radikale Venstre), Folketingmitglied und Bildungsminister
- Helge Larsson (1916–1971), schwedischer Kanute
- Helge Lehmann (* 1964), deutscher Autor
- Helge Leiberg (* 1954), deutscher Maler
- Helge Lerider (* 1941), österreichischer Brigadier
- Helge Letonja (* 1970), österreichischer Choreograph
- Helge Lien (* 1975), norwegischer Jazzpianist, Komponist und Bandleader
- Helge Liljebjörn (1904–1952), schwedischer Fußballspieler und -trainer
- Helge Limburg (* 1982), deutscher Politiker (Bündnis 90/Die Grünen), MdL
- Helge Lindh (* 1976), deutscher Germanist und Politiker (SPD), MdB
- Helge Mark Lodder (* 1994), deutscher Schauspieler, Musicaldarsteller und TikTok-Creator
- Helge Loytved (* 1948), deutscher Jurist, Richter am Bundessozialgericht
- Helge Lund (* 1962), norwegischer Manager
- Helge Løvland (1890–1984), norwegischer Leichtathlet

##### M
- Helge Majer (1941–2006), deutscher Wirtschaftswissenschaftler
- Helge Malchow (* 1950), deutscher Verleger
- Helge Matthiesen (* 1964), deutscher Journalist, Chefredakteur und Buchautor
- Helge Meeuw (* 1984), deutscher Schwimmer
- Helge-Björn Meyer (* 1968), deutscher Theaterregisseur und Dramaturg
- Helge Musial, deutscher Choreograf und Tanz- und Theaterpädagoge

##### N
- Helge Nielsen (1918–1991), dänischer Gewerkschaftsfunktionär und Politiker (Socialdemokraterne), Mitglied des Folketing
- Heinz-Helge Nieswandt (* 1958), deutscher Klassischer Archäologe
- Helge André Njåstad (* 1980), norwegischer Politiker
- Helge Andreas Norbakken (* 1965), norwegischer Schlagzeuger
- Helge Norseth (1923–2008), norwegischer Widerstandsaktivist und KZ-Überlebender
- Helge Nyncke (* 1956), deutscher Illustrator

##### O
- Helge Orten (* 1966), norwegischer Politiker

##### P
- Helge Palmcrantz (1842–1880), schwedischer Erfinder, Waffentechniker und Unternehmer
- Helge Patzak (* 1974), deutscher Basketballtrainer und -spieler
- Helge Payer (* 1979), österreichischer Fußballspieler
- Helge Perälä (1915–2010), finnischer Langstreckenläufer
- Helge Peters (* 1937), deutscher Soziologe und Kriminologe
- Helge Peukert (* 1956), deutscher Wirtschafts- und Staatswissenschaftler
- Helge Pitz (* 1936), deutscher Architekt und Denkmalpfleger

##### R
- Helge Reiss (1928–2009), norwegischer Schauspieler
- Helge Klaus Rieder (* 1957), deutscher Wirtschaftsinformatiker
- Helge Detlef Risch, deutscher Flottillenadmiral
- Helge Ritter (* 1958), deutscher Neuroinformatiker und Hochschullehrer
- Helge Röbbert (* 1966), deutscher Bürgermeister
- Helge Rode (1870–1937), dänischer Autor, Kritiker und Journalist
- Helge Rognlien (1920–2001), norwegischer Politiker (Venstre), Minister und Richter
- Helge Rossen-Stadtfeld (* 1955), deutscher Rechtswissenschaftler
- Helge Rosvaenge (1897–1972), dänischer Opernsänger (Tenor)
- Helge Rungwald (1906–1960), dänischer Regisseur und Schauspieler

##### S
- Helge Sach (* 1956), deutscher Segler und Segeltrainer
- Helge Sander (* 1950), dänischer Politiker (Venstre), Minister für Wissenschaft, Technologie und Forschung
- Helge Sasse (* 1956), deutscher Filmproduzent
- Helge Schneider (* 1955), deutscher Musiker, Entertainer, Schriftsteller und Regisseur
- Helge Schultz-Lorentzen (1926–2001), dänischer Lehrer und Museumsmitarbeiter
- Helge Schwab (* 1971), deutscher Soldat und Politiker (FW), MdL Rheinland-Pfalz
- Helge Schwarzer (* 1985), deutscher Leichtathlet
- Helge Seip (1919–2004), norwegischer Politiker (Venstre, Det Nye Folkepartiet), Minister und Journalist
- Helge Sidow (* 1976), deutscher Sprecher, Schauspieler und Journalist
- Helge Sivertsen (1913–1986), norwegischer Diskuswerfer und Politiker der Arbeiderpartiet
- Helge Slaatto (* 1952), schwedischer Hochschullehrer, Professor für Violine an der Hochschule für Musik Münster
- Helge Sodan (* 1959), deutscher Rechtswissenschaftler
- Helge Stadelmann (* 1952), deutscher baptistischer Theologe, Professor für Praktische Theologie und Rektor der Freien Theologischen Hochschule Gießen
- Helge Stang (* 1983), deutscher Musiker und Sänger
- Helge Sten (* 1971), norwegischer Jazz, Rock- und Ambientmusiker
- Günter-Helge Strickstrack (1921–2020), deutscher Politiker (CDU) und Gründungsmitglied der Partei
- Helge Grande Stærk (* 1981), norwegischer Skeletonsportler
- Helge Sunde (* 1965), norwegischer Jazzmusiker und Komponist

##### T
- Helge Tanck (1904–1960), deutscher Maler
- Helge Thielking (* 1975), deutscher Autor
- Helge Thiis (1897–1972), norwegischer Architekt und Dombaumeister
- Helge Thoma (* 1936), deutscher Theaterregisseur und -intendant
- Helge Thomsen (* 1967), deutscher Journalist, Buchautor und Fernsehmoderator
- Helge Thun (* 1971), deutscher Zauberkünstler, Comedy-Schauspieler und Moderator
- Helge Timmerberg (* 1952), deutscher Journalist und Autor
- Helge Törn (1928–2022), dänischer Radrennfahrer
- Helge Toutenburg (1943–2009), deutscher Statistiker
- Helge Tramsen (1910–1979), dänischer Mediziner
- Helge Trimpert (* 1951), deutscher Filmregisseur, Dokumentarfilmer und Autor
- Helge Tverberg (1935–2020), norwegischer Mathematiker und Hochschullehrer

##### V
- Gerd-Helge Vogel (* 1951), deutscher Kunsthistoriker, Privatdozent und Gastprofessor für Kunstgeschichte

##### W
- Helge Weichmann (* 1972), deutscher Schriftsteller
- Helge Weindler (1947–1996), deutscher Kameramann
- Helge Wezorke (* 1994), deutscher Basketballspieler
- Helge Bei der Wieden (1934–2012), deutscher Gymnasiallehrer und Historiker
- Helge Willner (1947–2022), deutscher Chemiker

##### Z
- Helge Zimdal (1903–2001), schwedischer Architekt
- Helge Zöllkau (* 1961), deutscher Leichtathletiktrainer
- Helge Zychlinski (* 1979), deutscher Politiker (SPD)

#### Weibliche Namensträger
- Helge Breloer (1937–2011), deutsche Juristin und Sachbuchautorin
- Helge Darnstädt (1925–2009), deutsche Schriftstellerin und Übersetzerin
- Helge Grabitz (1934–2003), deutsche Juristin, Hamburger Oberstaatsanwältin für NS-Gewaltverbrechen
- Helge Häger (1938–2003), deutsche Ingenieurin, Generaldirektorin des BKK Bitterfeld, MdV
- Helge-Ulrike Hyams (* 1942), deutsche Pädagogin
- Helge Philipp (* 1944), deutsche Journalistin und Fernsehmoderatorin
- Helge Pross (1927–1984), deutsche Soziologin

### Familienname
- Georg Helge (1910–2001), deutscher Schauspieler
- Henrik Helge (* 1947), deutscher Schauspieler
- Ladislav Helge (1927–2016), tschechischer Filmregisseur und Drehbuchautor
- Mats Helge (* 1953), schwedischer Filmproduzent, Drehbuchautor und Filmregisseur